# Paula Valèria
Paula Valèria (llatí: Paulla Valeria) o Pol·la (llatí: Polla) va ser l'esposa de Dècim Juni Brutus Albí, un dels assassins de Juli Cèsar.
Ciceró l'anomena Pol·la, però Marc Celi Rufus, en una carta a Ciceró indica que el seu nom complet era realment Paulla Valeria. Era germana de Gai Valeri Triari que va ser tribú de la plebs l'any 51 aC i després va dirigir la flota dels pompeians. Es va divorciar del seu primer marit, el nom del qual és desconegut, l'any 50 aC, sense que se'n sàpiguen les raons, i es va casar amb Brutus tot seguit.